# Micah McFadden
Micah McFadden (Tampa, 3 gennaio 2000) è un giocatore di football americano statunitense che milita nel ruolo di linebacker per i New York Giants della National Football League (NFL).

## Carriera

### New York Giants
Al college Durant giocò a football all'Università dell'Indiana. Fu scelto nel corso del quinto giro (146º assoluto) nel Draft NFL 2022 dai New York Giants. Nella settimana 8 contro i Seattle Seahawks, mise a segno il suo primo sack sul quarterback Geno Smith nella sconfitta per 27-13. La sua stagione da rookie si concluse disputando tutte le 17 partite, di cui 7 come titolare, con 59 tackle, 2 sack e un fumble forzato.